# 古科沃
48°03′N 39°56′E / 48.050°N 39.933°E
古科沃（俄语：Гу́ково），是俄羅斯羅斯托夫州西部的一個城市，距首府羅斯托夫東北123公里，離烏克蘭邊境不遠。2002年人口66,648人。
1878年建城，1956年設市。